# Vlajka Amurské oblasti

Vlajka Amurské oblasti
Poměr stran: 2:3

Vlajka Amurské oblasti, jedné z oblastí Ruské federace, je tvořena listem o poměru stran 2:3, s červenou horní a modrou dolní částí které od sebe odděluje bílý (stříbrný) vlnitý proužek. Poměr šířek pruhů je 8:1:3.
Červená barva vlajky symbolizuje bohatou historii Přímoří, pracovní a vojenské hrdinské činy obyvatel „Amurska”, vlnitý pruh připomíná říční vlnu, modrá barva symbolizuje vodní prostory a sílu řeky Amur oddělující Rusko a Čínu.

## Historie
Amurská oblast byla vyhlášena v roce 1858 po uzavření Ajgunské smlouvy. V roce 1863 začala americká firma Western Union stavět telegrafickou linku „Collins Overland Telegraph Line” (ze San Franciska do Moskvy). V roce 1867 ji předala ruské společnosti Amurského telegrafu, na jejichž lodích a telegrafních stanicích se užívala bílá vlajka s ruskou (bílo-modro-červenou) trikolórou v kantonu. Pod kantonem byly tmavě modré kotvy, v horní vlající části byly zkřížené, červené symboly telegrafních elektrických výbojů. (není obrázek)
1. dubna 1918 byla na 5. kozáckém vojenském sjezdu poslanců vyhlášena (v rámci sovětského Ruska) Amurská socialistická federativní republika. K 18. září území obsadila část japonského expedičního sboru, podporujícího bílé kozáky a při této příležitosti se užívala bílo-modro-červená vlajka omské Všeruské prozatímní vlády admirála Kolčaka.
Po komunistickém povstání v roce 1920 (5.–6. února) se začala užívat rudá vlajka prozatímního výkonného výboru Sovětu dělnických, rolnických, vojenských a kozáckých poslanců Amurské oblasti. V srpnu 1920 byla oblast začleněna do Dálněvýchodní republiky, později včleněná do RSFSR, od roku 1925 do Dálněvýchodního kraje. Na lodích Amurské říční plavby se vyvěšovaly dle nařízení z 29. srpna 1924 speciální vlajky. Jednalo se o červený plamen s bílým nápisem Amurp (Amurskoe rečnoe parochodstvo) a s bílým klínem u žerdi s červeným zkříženým srpem s kladivem.
26. dubna 1999 podepsal Anatolij Nikolajevič Belonogov, tehdejší gubernátor Amurské oblasti, zákon č. 145-oz „O znaku a vlajce”, který oblastní Sovět lidových poslanců přijal 16. dubna 1999. Modrá, dolní část měla šířku rovnou 1/3 šířky vlajky, proužek oddělující horní a dolní pruh měl šířku 1/15 šířky vlajky. Poměr šířek by tedy 5:1:9.

18. dubna 2008 schválilo zákonodárné shromáždění oblasti drobnou úpravu vlajky, změněn byl poměr šířek pruhů (z 5:1:9 na 8:1:3). 24. dubna 2008 byl zákon č. 23-oz přijat.

## Vlajka gubernátora Amurské oblasti

Vlajka gubernátora Amurské oblasti Poměr stran: 1:1

## Vlajky rajónů a okruhů Amurské oblasti

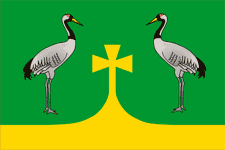
Romněnský rajón Poměr stran: 2:3

Belogorsk Poměr stran: 2:3
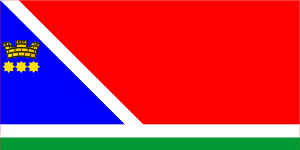
Blagověščensk Poměr stran: 1:2
Zeja Poměr stran: 2:3
Rajčichinsk Poměr stran: 2:3
Svobodnyj Poměr stran: 2:3
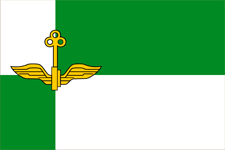
Tynda Poměr stran: 2:3
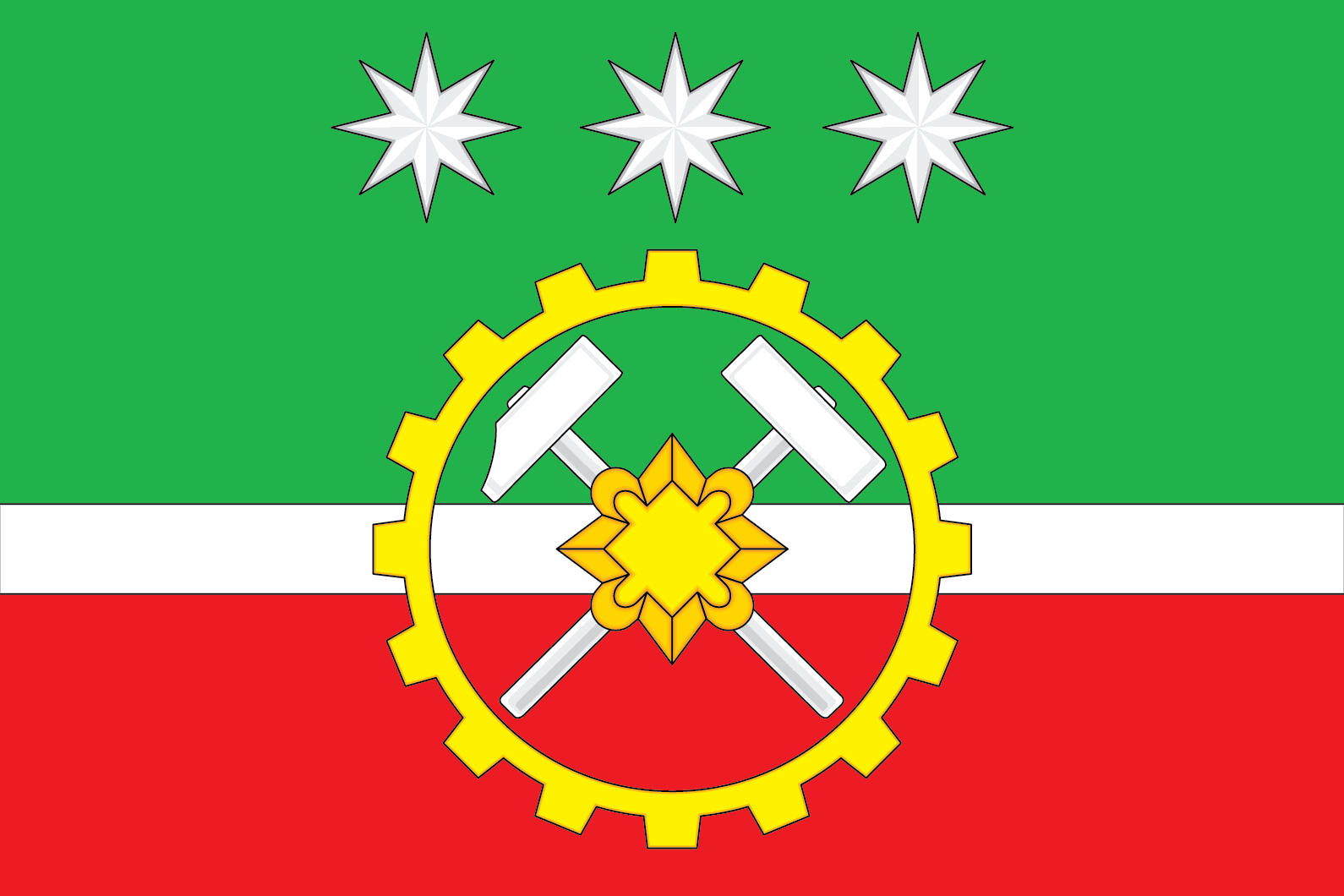
Šimanovsk Poměr stran: 2:3

Amurská oblast se od června 2020 člení na 18 rajónů (seznam vlajek je neúplný), 2 obecní okruhy (Belogorsk nemá vlajku) a 9 městských okruhů (vesnice městského typu Progress a uzavřené město Ciolkovskij, patřící mezi městské okruhy, zatím také vlajku neužívají.
Rajóny

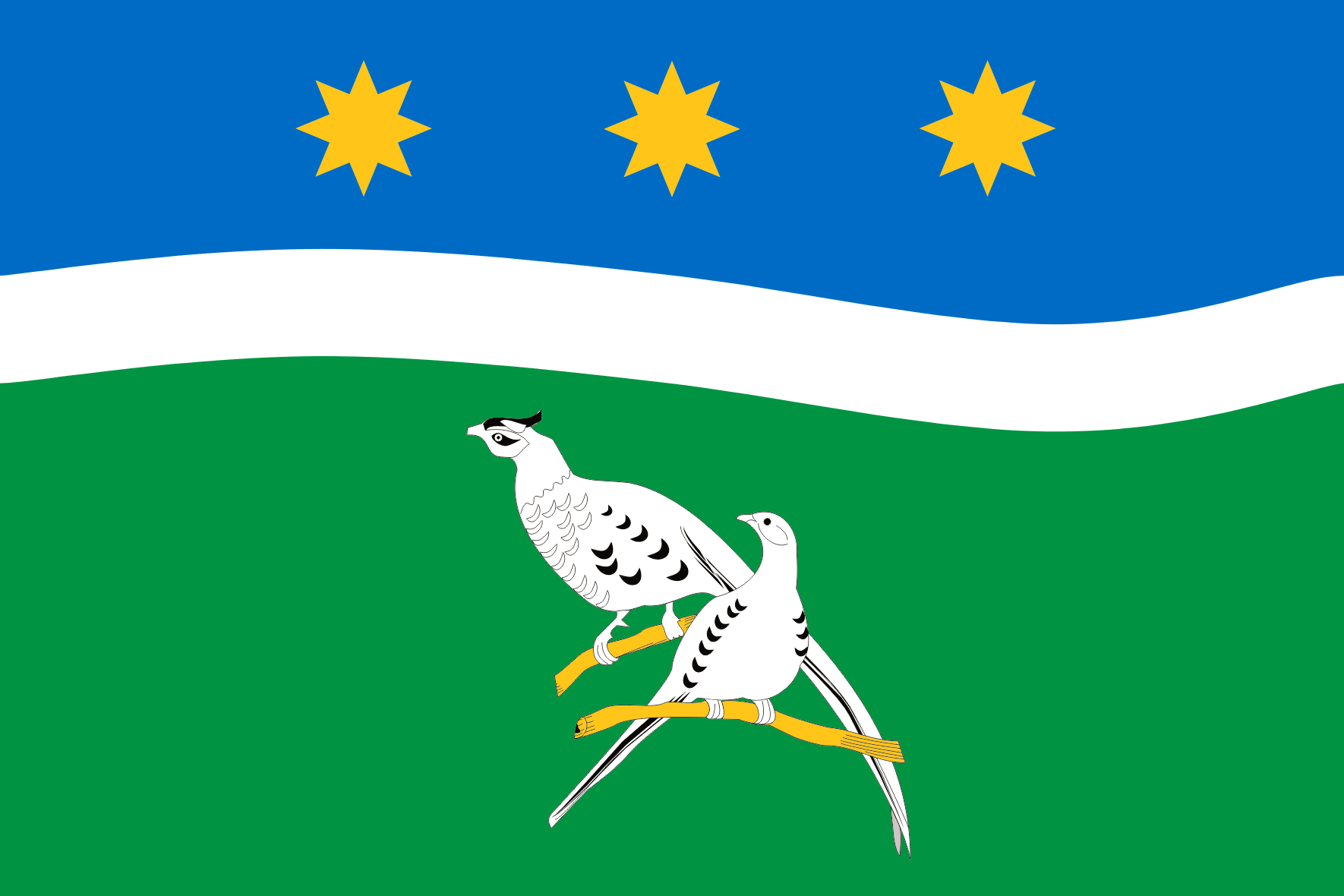
Blagoveščenský rajón Poměr stran: 2:3
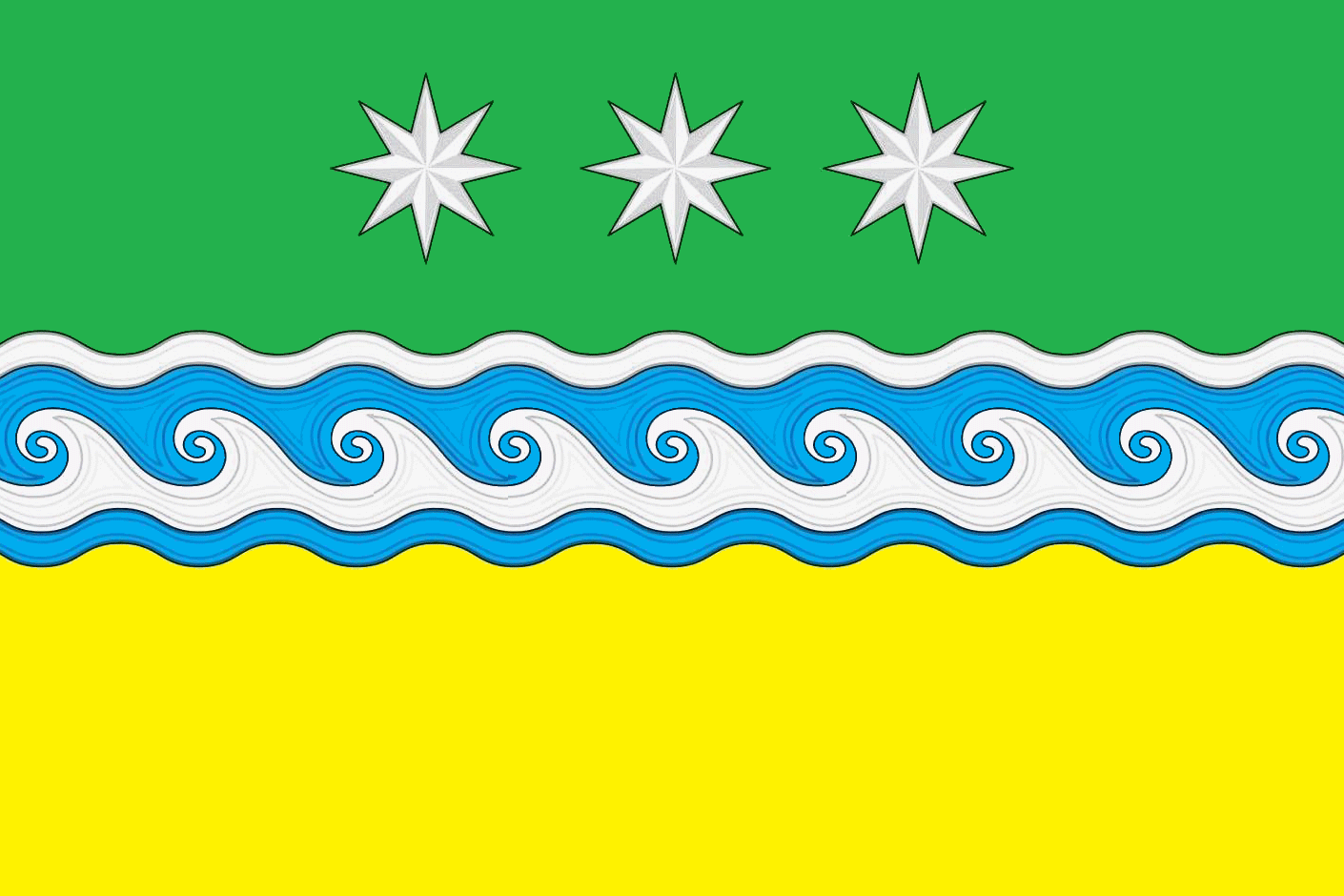
Zavitinský rajón Poměr stran: 2:3
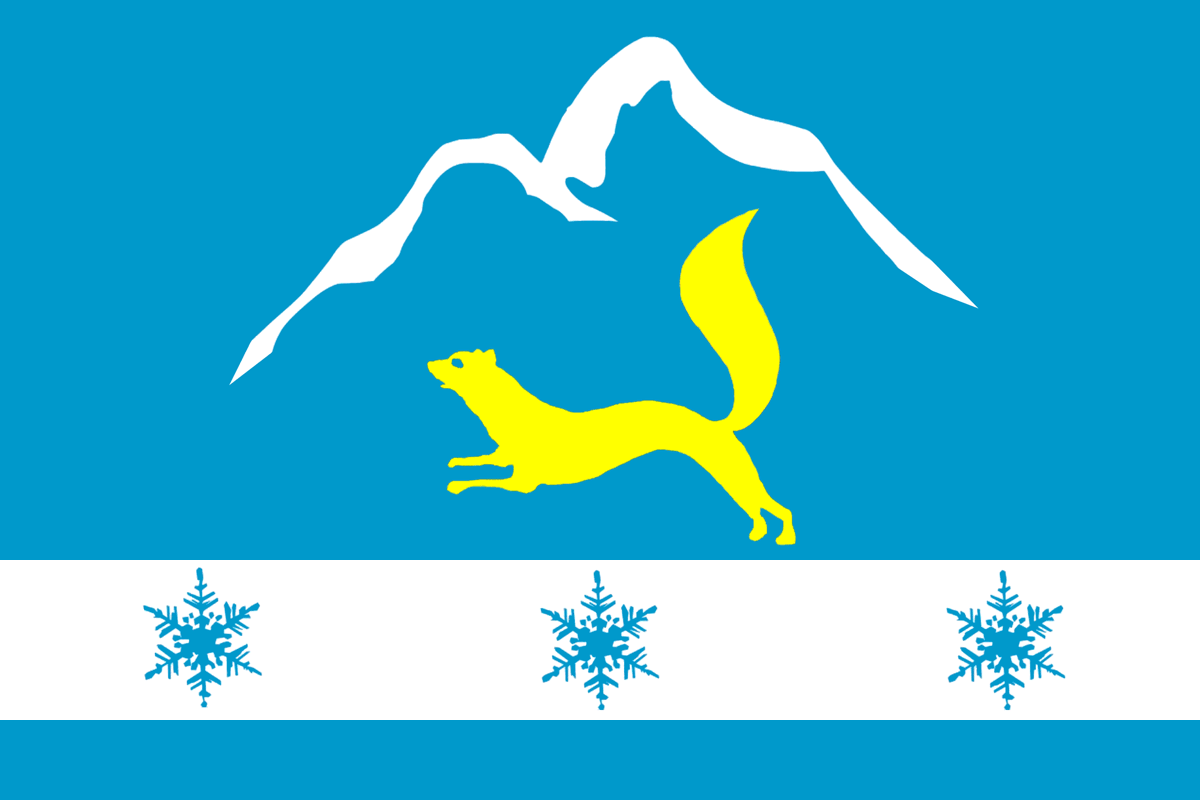
Zejský rajón Poměr stran: 2:3
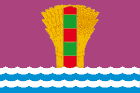
Konstantinovský rajón Poměr stran: 2:3
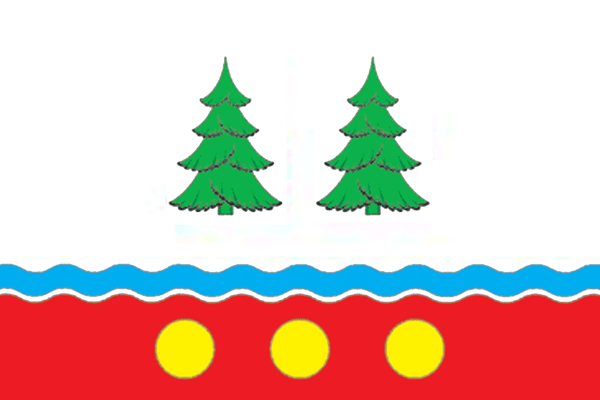
Mazanovský rajón Poměr stran: 2:3
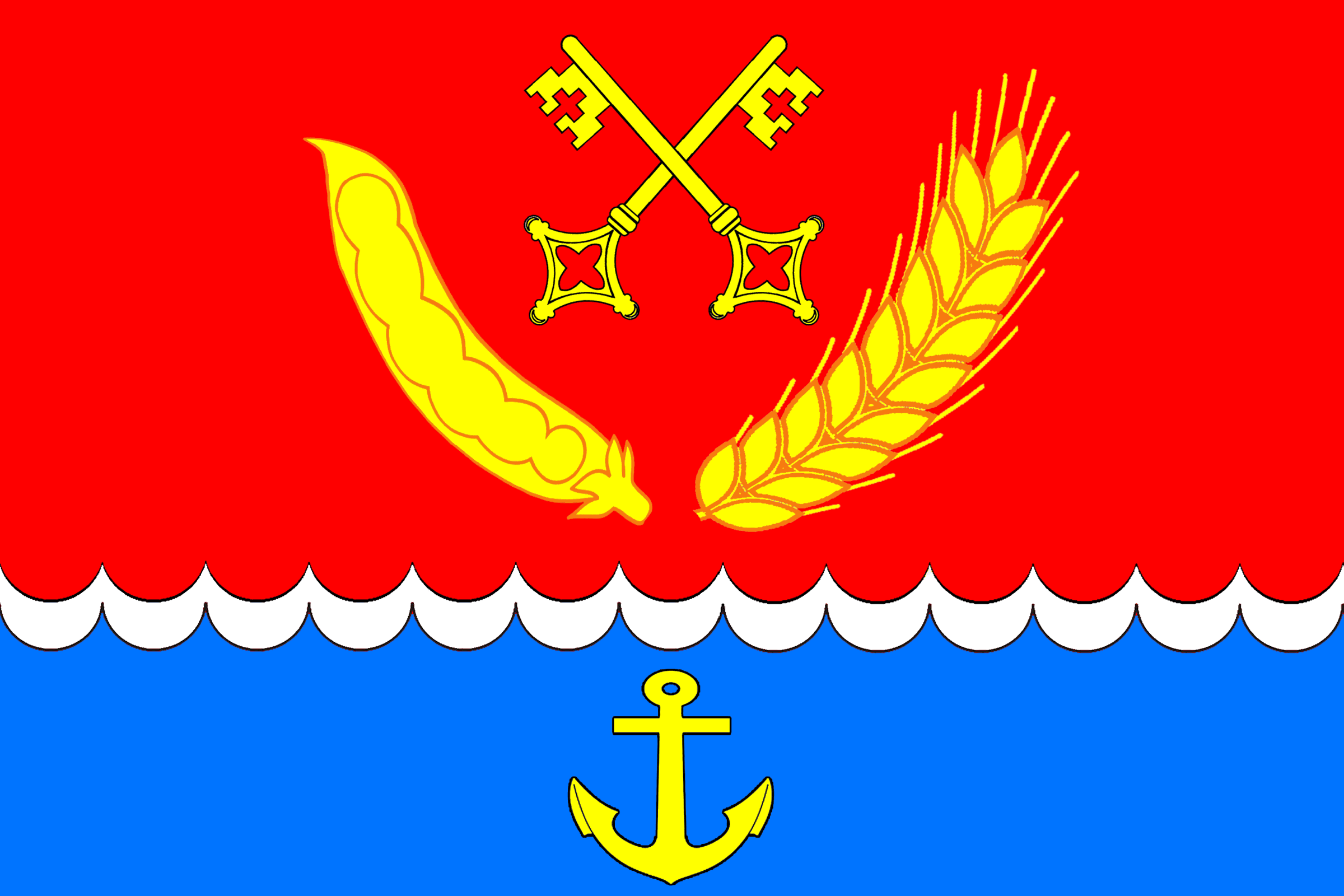
Michajlovský rajón Poměr stran: 2:3
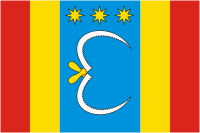
Oktjabrský rajón Poměr stran: 2:3
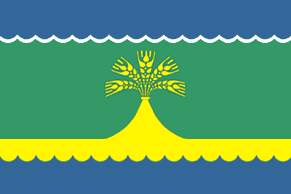
Svobodněnský rajón Poměr stran: 2:3
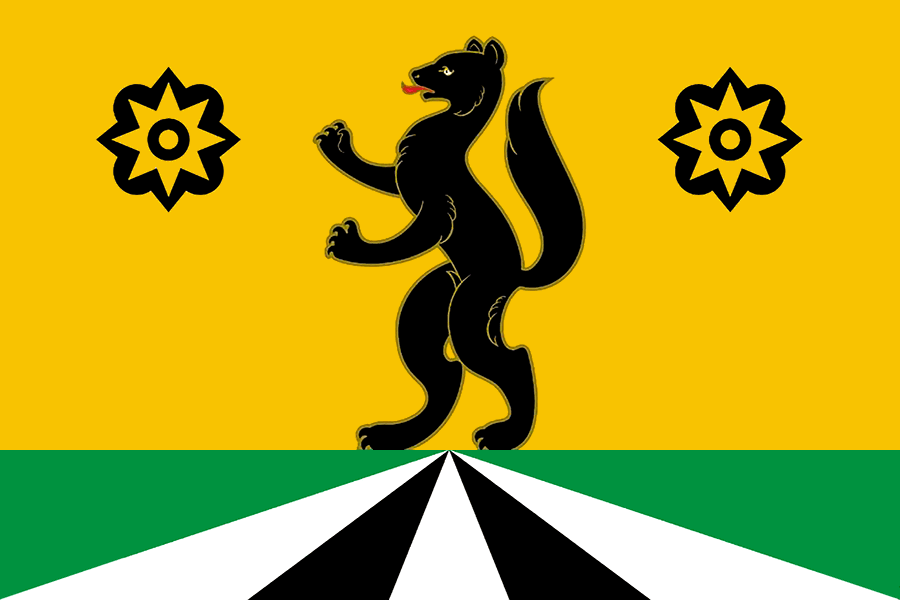
Selemdžinský rajón Poměr stran: 2:3
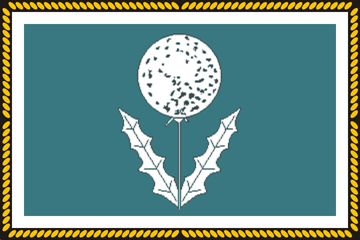
Seryševský rajón Poměr stran: 2:3
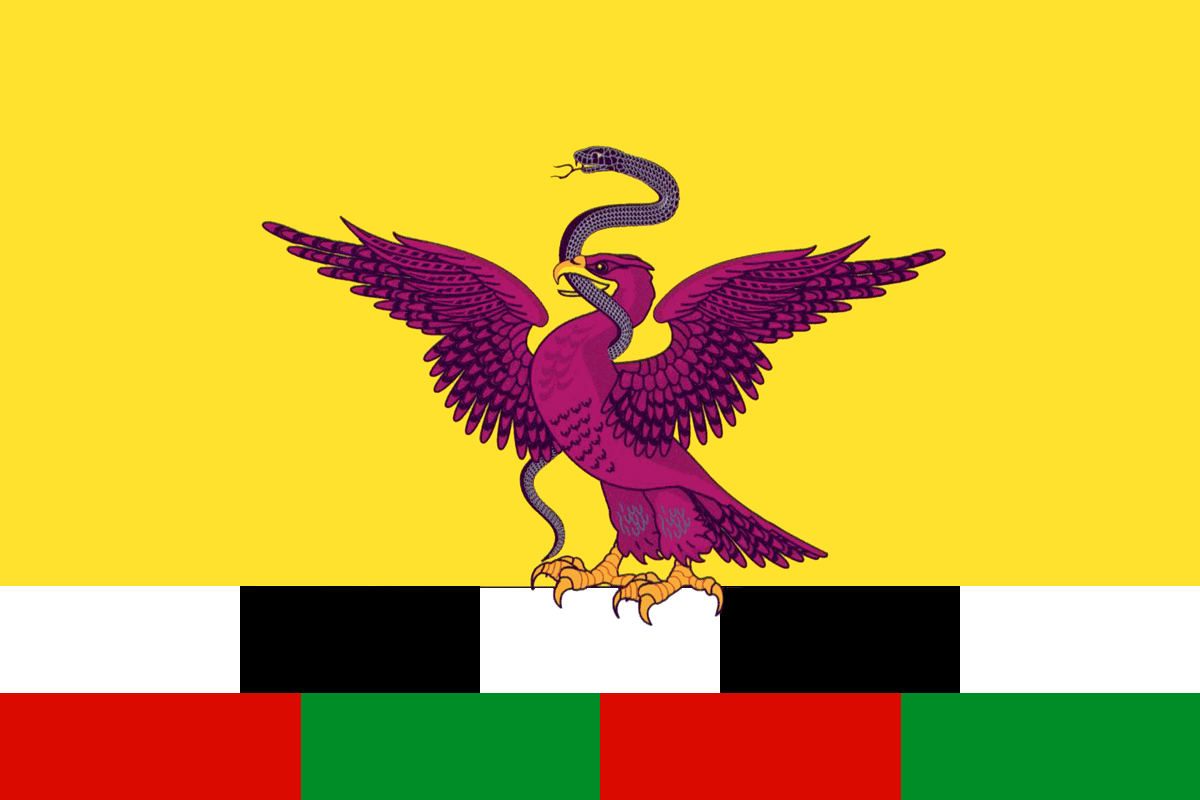
Skovorodinsý rajón Poměr stran: 2:3
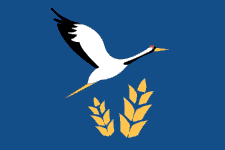
Tambovský rajón Poměr stran: 2:3
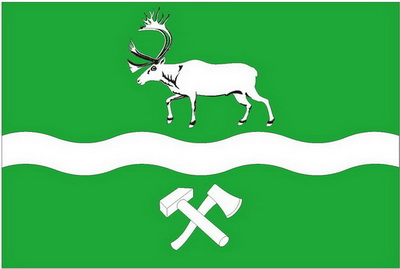
Tyndinský rajón Poměr stran: 2:3
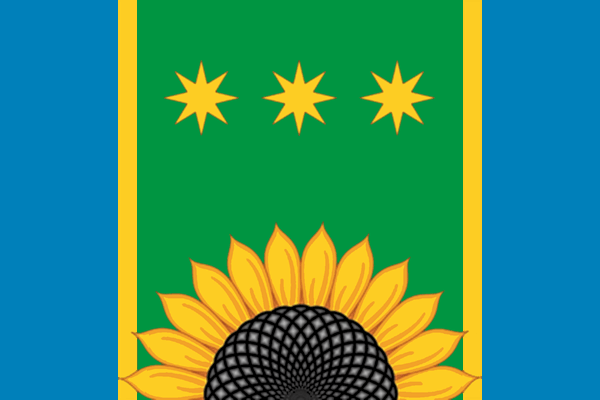
Šimanovský rajón Poměr stran: 2:3

Obecní okruhy
- Romněnský rajón
Poměr stran: 2:3

Městské okruhy
- Belogorsk
Poměr stran: 2:3
- Blagověščensk
Poměr stran: 1:2
- Zeja
Poměr stran: 2:3
- Rajčichinsk
Poměr stran: 2:3
- Svobodnyj
Poměr stran: 2:3
- Tynda
Poměr stran: 2:3
- Šimanovsk
Poměr stran: 2:3